# اوسامی ناگائو
ناگائو اوسامی (به ژاپنی: 永野 修身, Nagano Osami); ۱۵ ژوئن ۱۸۸۰ – ۵ ژانویهٔ ۱۹۴۷) دریابد اهل ژاپن بود. او بین سال‌های ۱۹۴۱ تا ۱۹۴۴ فرماندهی نیروی دریایی امپراتوری ژاپن را برعهده داشت و یکی از مهم‌ترین فرماندهان نظامی امپراتوری ژاپن طی جنگ جهانی دوم به حساب می‌آمد.
او به اتهام دست داشتن در جنایات ژاپن طی جنگ جهانی دوم به همراه دیگر مقامات بلندپایه امپراتوری ژاپن در دادگاه توکیو محاکمه شد ولی پیش از به پایان رسیدن روند دادگاه به مرگ طبیعی در زندان درگذشت.
او همچنین برندهٔ جوایزی همچون نشان بادبادک طلایی و نشان خورشید فروزان شده‌است.